# 1941 في الأرجنتين
فيما يلي قوائم الأحداث التي وقعت خلال عام 1941 في الأرجنتين.

## سياسة

### تعيين في المنصب
- 1 يناير – مارسال بيروتون سفير فرنسا لدى الأرجنتين ‏.
- 1 يناير – مارسال بيروتون سفير فرنسا لدى الأرجنتين ‏.

## رياضة
- 1 يناير – دوري الدرجة الأولى الأرجنتيني 1941 الفائز ريفر بليت.

## مواليد

### يناير
- 1 يناير – أدريانيتا
- 1 يناير – غويلرمو غريغوريو عازف ساكسفون أرجنتيني.
- 1 يناير – غويلرمو كالفو
- 1 يناير – ليا شوارتز كاتبة أرجنتينية.
- 1 يناير – ليليانا بورتر فنانة أرجنتينية.

### مارس
- 19 أغسطس – مارسيلو باغاني لاعب كرة قدم أرجنتيني.
- 19 مارس – برونو ليوناردو غيلبر عازف بيانو أرجنتيني.

### مايو
- 10 مايو – إنريكو بارني
- 14 مايو – ليتو كروز ممثل أرجنتيني.
- 25 مايو – ريكاردو موران ممثل أرجنتيني.
- 27 مايو – خورخي إدواردو أكوستا

### يونيو
- 5 يونيو – مارثا آرغريتش عازفة بيانو أرجنتينية.
- 10 يونيو – غراسيلا بورخيس ممثلة أرجنتينية.
- 24 يونيو – نيلسون لوبيز لاعب كرة قدم أرجنتيني.

### أغسطس
- 4 أغسطس – أنيبال ترابيني لاعب كرة قدم أرجنتيني.
- 14 أغسطس – إدواردو كورليتي ملاكم أرجنتيني.
- 19 أغسطس – مارسيلو باغاني لاعب كرة قدم أرجنتيني.
- 20 أغسطس – لويزا بيلوفو كاتبة أرجنتينية.
- 21 أغسطس – ألبرتو ماريو غونزاليس لاعب كرة قدم أرجنتيني.
- 23 أغسطس – رافائيل ألبريشت لاعب كرة قدم أرجنتيني.

### سبتمبر
- 2 سبتمبر – إريكا فالنر ممثلة أرجنتينية.

### أكتوبر
- 5 أكتوبر – أورلاندو بارون كاتب أرجنتيني.
- 5 أكتوبر – إدواردو دوالده
- 25 أكتوبر – سوازنا برونيتي ممثلة أرجنتينية.

### نوفمبر
- 11 نوفمبر – خورخي راؤول سولاري لاعب كرة قدم أرجنتيني.
- 24 نوفمبر – أوراسيو ألتونا

### ديسمبر
- 4 ديسمبر – راؤول بلانكو لاعب كرة قدم أرجنتيني.